# Ronde van Spanje 2009/Zevende etappe
De zevende etappe van de Ronde van Spanje 2009 werd verreden op 5 september 2009. Het was een individuele tijdrit over 30 kilometer door de straten van Valencia. De etappe werd gewonnen door de Zwitserse specialist Fabian Cancellara.

## Uitslagen
| Uitslag etappe | Uitslag etappe    | Uitslag etappe               | Uitslag etappe    | Uitslag etappe |
| rang           | renner            | land                         | ploeg             | tijd           |
| -------------- | ----------------- | ---------------------------- | ----------------- | -------------- |
| 1              | Fabian Cancellara | Vlag van Zwitserland         | Team Saxo Bank    | 36' 41"        |
| 2              | David Millar      | Vlag van Verenigd Koninkrijk | Garmin-Slipstream | + 32"          |
| 3              | Bert Grabsch      | Vlag van Duitsland           | Team Columbia-HTC | + 36"          |
| 4              | David Herrero     | Vlag van Spanje              | Xacobeo-Galicia   | + 40"          |
| 5              | Vasil Kiryjenka   | Vlag van Wit-Rusland         | Caisse d'Epargne  | + 46"          |
| 6              | Samuel Sanchez    | Vlag van Spanje              | Euskaltel-Euskadi | + 47"          |
| 7              | Tom Danielson     | Vlag van Verenigde Staten    | Garmin-Slipstream | + 50"          |
| 8              | Christophe Riblon | Vlag van Frankrijk           | Ag2r-La Mondiale  | + 53"          |
| 9              | Lars Boom         | Vlag van Nederland           | Rabobank          | + 59"          |
| 10             | Cadel Evans       | Vlag van Australië           | Silence-Lotto     | + 1' 02"       |

| Algemeen klassement | Algemeen klassement | Algemeen klassement          | Algemeen klassement | Algemeen klassement |
| rang                | renner              | land                         | ploeg               | tijd                |
| ------------------- | ------------------- | ---------------------------- | ------------------- | ------------------- |
|                     | Fabian Cancellara   | Vlag van Zwitserland         | Team Saxo Bank      | 24u 58' 12"         |
| 2                   | Tom Boonen          | Vlag van België              | Quick Step          | + 51"               |
| 3                   | David Herrero       | Vlag van Spanje              | Xacobeo-Galicia     | + 59"               |
| 4                   | Daniele Bennati     | Vlag van Italië              | Liquigas            | + 1' 03"            |
| 5                   | Vasil Kiryjenka     | Vlag van Wit-Rusland         | Caisse d'Epargne    | + 1' 08"            |
| 6                   | Cadel Evans         | Vlag van Australië           | Silence-Lotto       | + 1' 12"            |
| 7                   | Alejandro Valverde  | Vlag van Spanje              | Caisse d'Epargne    | + 1' 14"            |
| 8                   | Tom Danielson       | Vlag van Verenigde Staten    | Garmin-Slipstream   | + 1' 19"            |
| 9                   | Samuel Sanchez      | Vlag van Spanje              | Euskaltel-Euskadi   | + 1' 20"            |
| 10                  | David Millar        | Vlag van Verenigd Koninkrijk | Garmin-Slipstream   | + 1' 20"            |

## Nevenklassementen
| Puntenklassement | Puntenklassement | Puntenklassement          | Puntenklassement  | Puntenklassement |
| rang             | renner           | land                      | ploeg             | punten           |
| ---------------- | ---------------- | ------------------------- | ----------------- | ---------------- |
|                  | André Greipel    | Vlag van Duitsland        | Team Columbia-HTC | 84               |
| 2                | Tom Boonen       | Vlag van België           | Quick Step        | 75               |
| 3                | Tyler Farrar     | Vlag van Verenigde Staten | Garmin-Slipstream | 67               |

| Bergklassement | Bergklassement     | Bergklassement     | Bergklassement    | Bergklassement |
| rang           | renner             | land               | ploeg             | punten         |
| -------------- | ------------------ | ------------------ | ----------------- | -------------- |
|                | José Antonio Lopez | Vlag van Spanje    | Andalucía-CajaSur | 20             |
| 2              | Aitor Hernández    | Vlag van Spanje    | Euskaltel-Euskadi | 10             |
| 3              | Lars Boom          | Vlag van Nederland | Rabobank          | 9              |

| Combinatieklassement | Combinatieklassement | Combinatieklassement | Combinatieklassement | Combinatieklassement |
| rang                 | renner               | land                 | ploeg                | punten               |
| -------------------- | -------------------- | -------------------- | -------------------- | -------------------- |
|                      | Dominik Roels        | Vlag van Duitsland   | Team Milram          | 98                   |
| 2                    | Serafín Martínez     | Vlag van Spanje      | Xacobeo-Galicia      | 106                  |
| 3                    | Lars Boom            | Vlag van Nederland   | Rabobank             | 180                  |

| Ploegenklassement | Ploegenklassement | Ploegenklassement         | Ploegenklassement | Ploegenklassement |
| rang              | ploeg             | land                      | tijd              |                   |
| ----------------- | ----------------- | ------------------------- | ----------------- | ----------------- |
|                   | Garmin-Slipstream | Vlag van Verenigde Staten | 74u 58' 23"       |                   |
| 2                 | Caisse d'Epargne  | Vlag van Spanje           | +17"              |                   |
| 3                 | Team Columbia-HTC | Vlag van Verenigde Staten | +30"              |                   |

1e etappe ·
2e etappe ·
3e etappe ·
4e etappe ·
5e etappe ·
6e etappe ·
7e etappe ·
8e etappe ·
9e etappe ·
10e etappe ·
11e etappe ·
12e etappe ·
13e etappe ·
14e etappe ·
15e etappe ·
16e etappe ·
17e etappe ·
18e etappe ·
19e etappe ·
20e etappe ·
21e etappe
Startlijst · Eindstanden · Afbeeldingen
 winnaars · rode trui · 
 puntenklassement · 
 bergklassement · 
 combinatieklassement · 
 jongerenklassement · 
 ploegenklassement · 
 strijdlust

 Belgische leiderstruidragers · etappewinnaars

 Nederlandse leiderstruidragers · etappewinnaars
1935 · 1936 · 1937 · 1938 · 1939 · 1940 · 1941 · 1942 · 1943 · 1944 · 1945 · 1946 · 1947 · 1948 · 1949 · 1950 · 1951 · 1952 · 1953 · 1954 · 1955 · 1956 · 1957 · 1958 · 1959 · 1960 · 1961 · 1962 · 1963 · 1964 · 1965 · 1966 · 1967 · 1968 · 1969 · 1970 · 1971 · 1972 · 1973 · 1974 · 1975 · 1976 · 1977 · 1978 · 1979 · 1980 · 1981 · 1982 · 1983 · 1984 · 1985 · 1986 · 1987 · 1988 · 1989 · 1990 · 1991 · 1992 · 1993 · 1994 · 1995 · 1996 · 1997 · 1998 · 1999 · 2000 · 2001 · 2002 · 2003 · 2004 · 2005 · 2006 · 2007 · 2008 · 2009 · 2010 · 2011 · 2012 · 2013 · 2014 · 2015 · 2016 · 2017 · 2018 · 2019 · 2020 · 2021 · 2022 · 2023 · 2024 · 2025